# Adamstown (Islas Pitcairn)
Adamstown (en honor del amotinado del Bounty John Adams) es el único asentamiento de la Isla Pitcairn y, como tal, la capital de las Islas Pitcairn. Localizado en la parte norte central de la isla, tiene una población de 56 personas (la población total de las islas Pitcairn). Además, Adamstown es la capital oficial más pequeña del mundo.
La única calle en la capital se llama The Hill of Difficulty o en español La Colina de la Dificultad.
En la escuela de la ciudad hablan cinco idiomas: el español, el inglés, el francés, el alemán y el pitcairnés-norfolkense, por lo que es uno de los colegios más completos de Oceanía.
Las islas Pitcairn (en inglés: Pitcairn Islands; en pitcairnés-norfolkense: Pitkern Ailen) oficialmente Islas Pitcairn, Henderson, Ducie y Oeno, conforman un archipiélago que forma parte de la Polinesia en Oceanía. De las cuatro islas que lo componen, solo la llamada Pitcairn está habitada. Es un territorio británico de ultramar y la única colonia británica que queda en el océano Pacífico. Es uno de los 17 territorios no autónomos bajo supervisión del Comité de Descolonización de las Naciones Unidas, con el fin de eliminar el colonialismo.

## Historia
La historia de las Islas Pitcairn inicia con en el asentamiento de polinésicos en el siglo XI. Los polinésicos establecieron una cultura que floreció por cuatro siglos y luego se desvaneció. Las Pitcairn fueron invadidas en 1790 por un grupo de británicos motineros del HMS Bounty y tahitianos.

### En el cine
- La versión, más conocida, es Mutiny on the Bounty (1962), dirigida por Lewis Milestone y protagonizada por Marlon Brando, Trevor Howard y Richard Harris. Su argumento está igualmente basado en las novelas de Nordhoff y Hall.[1]
- La más reciente es The Bounty (1984), dirigida por Roger Donaldson y protagonizada por Anthony Hopkins, Mel Gibson, Laurence Olivier, Liam Neeson y Daniel Day-Lewis.[2]

## Clima
Adamstown tiene un clima tropical ( Af ) según el sistema de clasificación climática de Köppen . La aldea presenta un clima húmedo y muy cálido con un promedio de 1543 mm (60,74 pulgadas) de lluvia al año. Las temperaturas no varían significativamente durante todo el año.
| Parámetros climáticos promedio de Pitcairn Island (1972-2004) | Parámetros climáticos promedio de Pitcairn Island (1972-2004) | Parámetros climáticos promedio de Pitcairn Island (1972-2004) | Parámetros climáticos promedio de Pitcairn Island (1972-2004) | Parámetros climáticos promedio de Pitcairn Island (1972-2004) | Parámetros climáticos promedio de Pitcairn Island (1972-2004) | Parámetros climáticos promedio de Pitcairn Island (1972-2004) | Parámetros climáticos promedio de Pitcairn Island (1972-2004) | Parámetros climáticos promedio de Pitcairn Island (1972-2004) | Parámetros climáticos promedio de Pitcairn Island (1972-2004) | Parámetros climáticos promedio de Pitcairn Island (1972-2004) | Parámetros climáticos promedio de Pitcairn Island (1972-2004) | Parámetros climáticos promedio de Pitcairn Island (1972-2004) | Parámetros climáticos promedio de Pitcairn Island (1972-2004) |
| Mes                                                           | Ene.                                                          | Feb.                                                          | Mar.                                                          | Abr.                                                          | May.                                                          | Jun.                                                          | Jul.                                                          | Ago.                                                          | Sep.                                                          | Oct.                                                          | Nov.                                                          | Dic.                                                          | Anual                                                         |
| ------------------------------------------------------------- | ------------------------------------------------------------- | ------------------------------------------------------------- | ------------------------------------------------------------- | ------------------------------------------------------------- | ------------------------------------------------------------- | ------------------------------------------------------------- | ------------------------------------------------------------- | ------------------------------------------------------------- | ------------------------------------------------------------- | ------------------------------------------------------------- | ------------------------------------------------------------- | ------------------------------------------------------------- | ------------------------------------------------------------- |
| Temp. máx. abs. (°C)                                          | 31.2                                                          | 32.4                                                          | 33.3                                                          | 30.7                                                          | 29.1                                                          | 31.3                                                          | 26.7                                                          | 26.7                                                          | 25.5                                                          | 27.8                                                          | 27.6                                                          | 29.3                                                          | '                                                             |
| Temp. máx. media (°C)                                         | 25.7                                                          | 26.2                                                          | 26.1                                                          | 24.6                                                          | 22.9                                                          | 21.7                                                          | 20.8                                                          | 20.6                                                          | 21.0                                                          | 21.8                                                          | 22.9                                                          | 24.2                                                          | 23.2                                                          |
| Temp. media (°C)                                              | 23.3                                                          | 23.8                                                          | 23.8                                                          | 22.5                                                          | 20.9                                                          | 19.7                                                          | 18.8                                                          | 18.5                                                          | 18.8                                                          | 19.6                                                          | 20.7                                                          | 22.0                                                          | 21                                                            |
| Temp. mín. media (°C)                                         | 21.0                                                          | 21.4                                                          | 21.5                                                          | 20.3                                                          | 18.9                                                          | 17.8                                                          | 16.9                                                          | 16.5                                                          | 16.6                                                          | 17.4                                                          | 18.6                                                          | 19.8                                                          | 18.9                                                          |
| Temp. mín. abs. (°C)                                          | 16.9                                                          | 18.0                                                          | 12.8                                                          | 15.0                                                          | 14.2                                                          | 11.7                                                          | 11.4                                                          | 11.6                                                          | 10.0                                                          | 10.2                                                          | 13.0                                                          | 13.5                                                          | '                                                             |
| Precipitación total (mm)                                      | 96.5                                                          | 132.7                                                         | 107.8                                                         | 114.8                                                         | 111.9                                                         | 152.8                                                         | 139.0                                                         | 131.6                                                         | 134.5                                                         | 143.0                                                         | 120.4                                                         | 157.7                                                         | 1542.7                                                        |
| Fuente n.º 1: NOAA                                            |                                                               |                                                               |                                                               |                                                               |                                                               |                                                               |                                                               |                                                               |                                                               |                                                               |                                                               |                                                               |                                                               |
| Fuente n.º 2: KNMI (precipitation)                            |                                                               |                                                               |                                                               |                                                               |                                                               |                                                               |                                                               |                                                               |                                                               |                                                               |                                                               |                                                               |                                                               |

## Lugares de interés

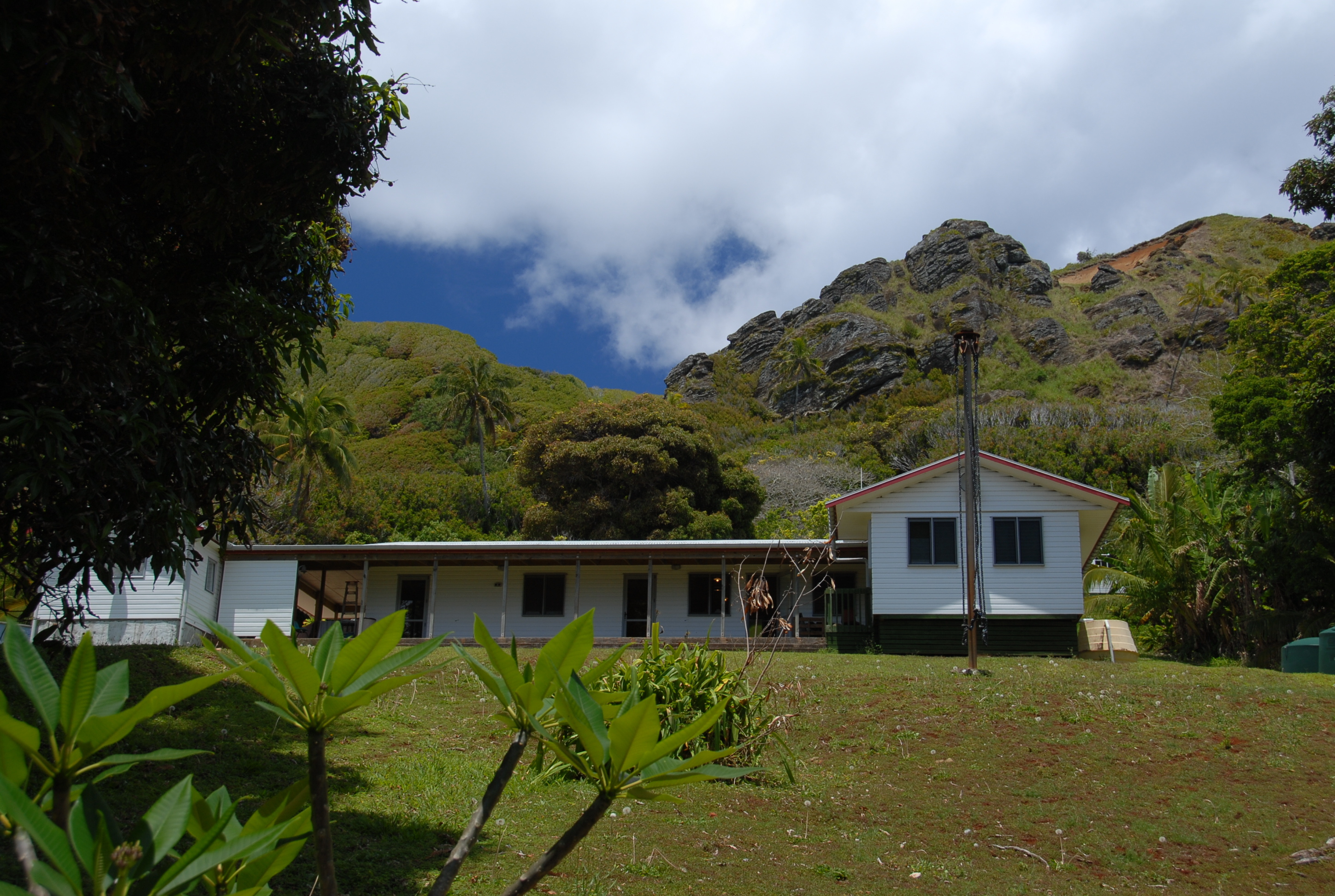
Escuela Pulau

- Una escuela con un pequeño museo.
- Una clínica.
- Un ayuntamiento.
- Iglesia de Adamstown.
- Una oficina postal.
- Una comisaría de policía.

## Galería

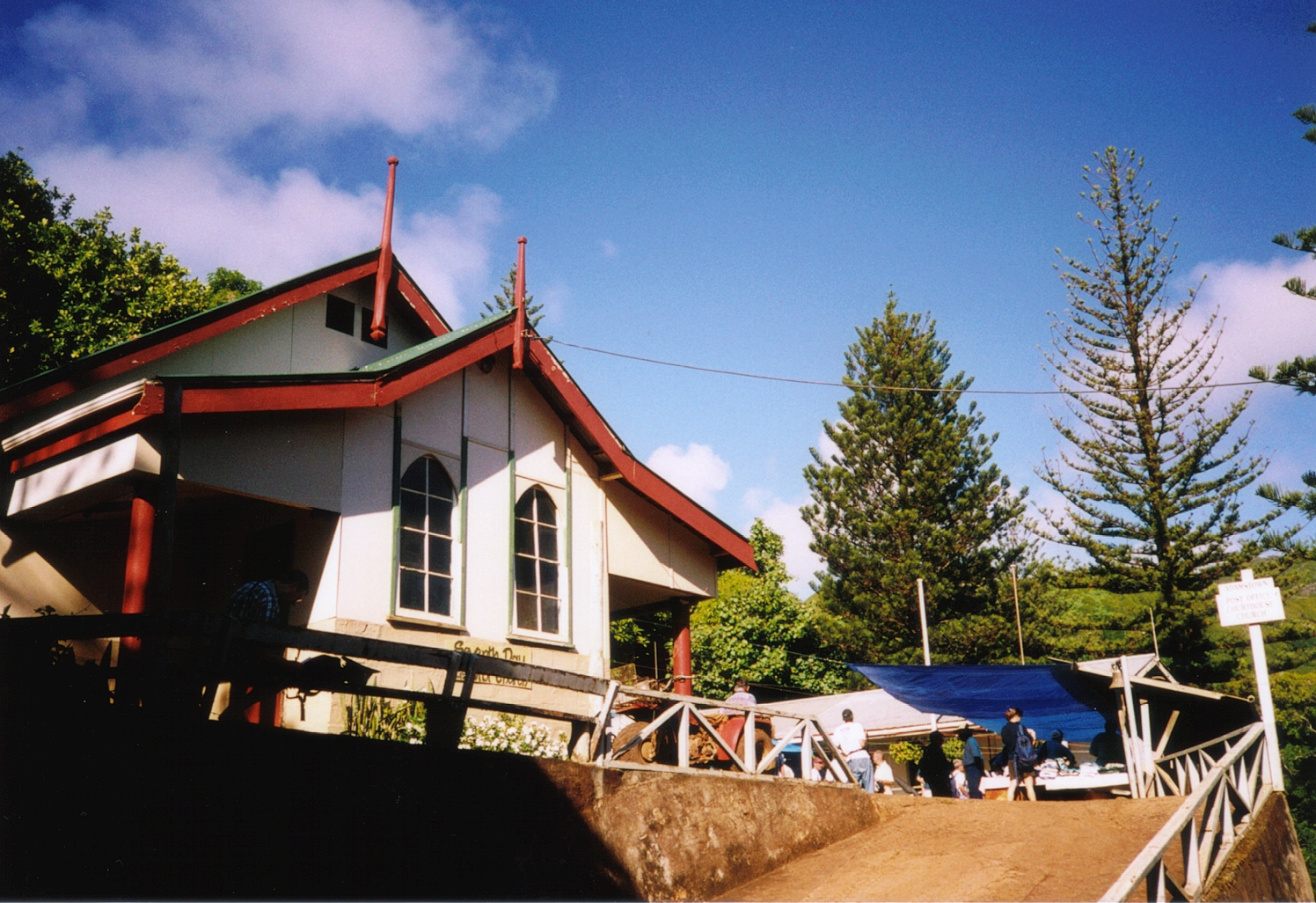
Iglesia Adamstown
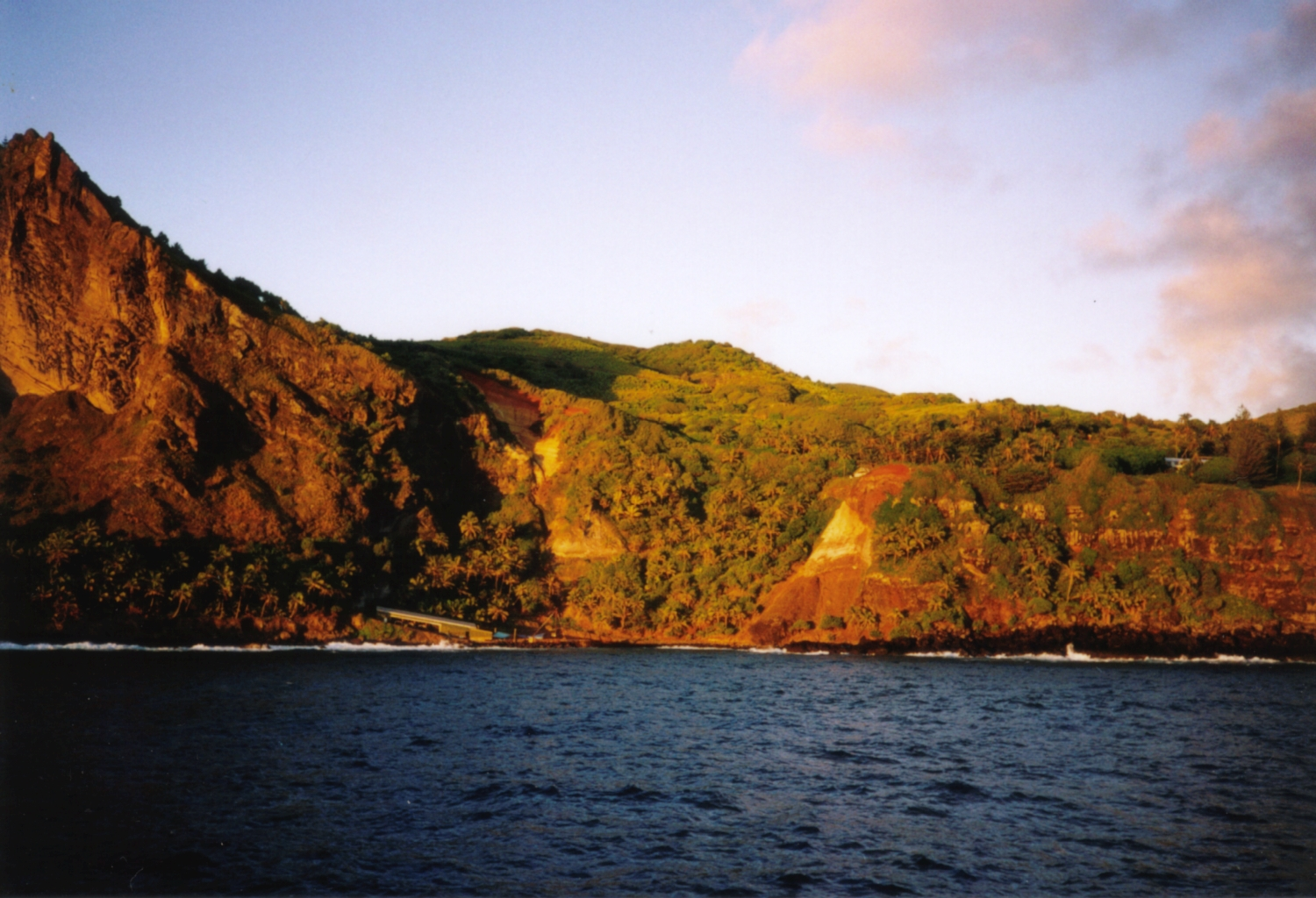
Bahía Bounty
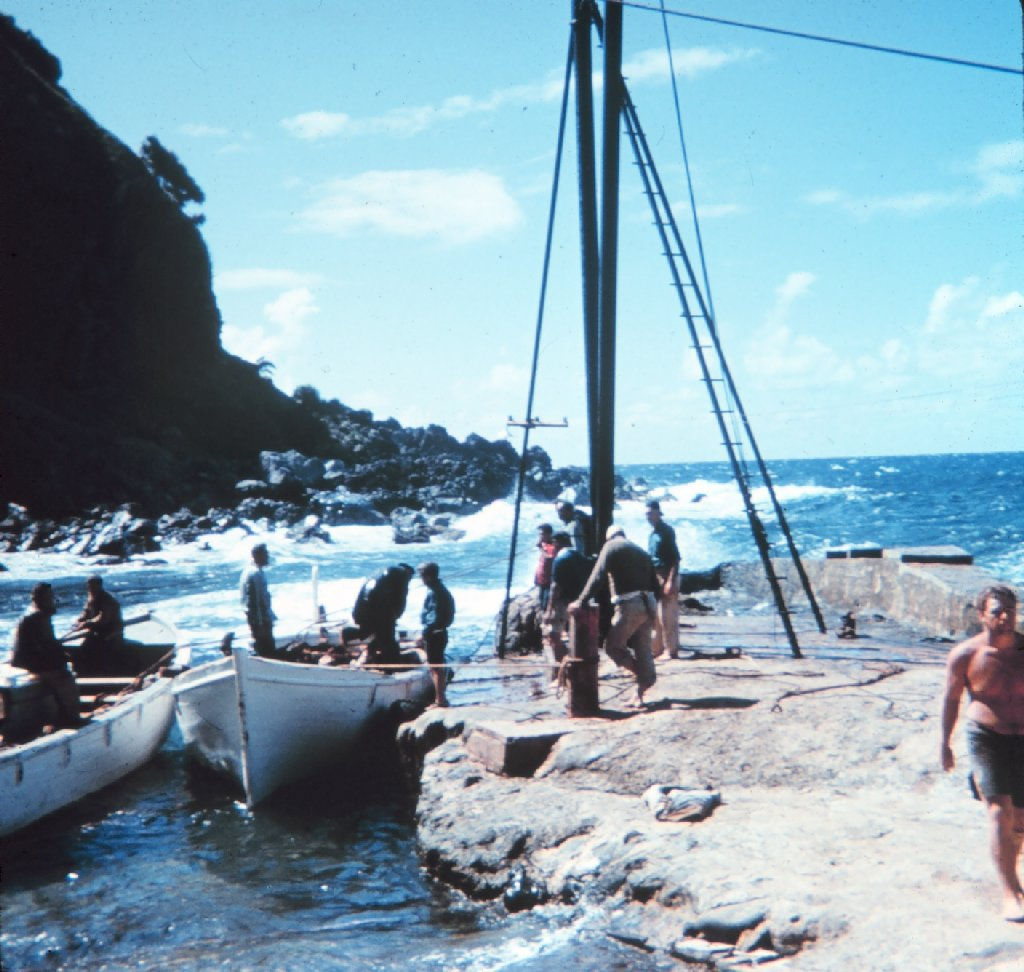
Gente llegando a Bahía Bounty
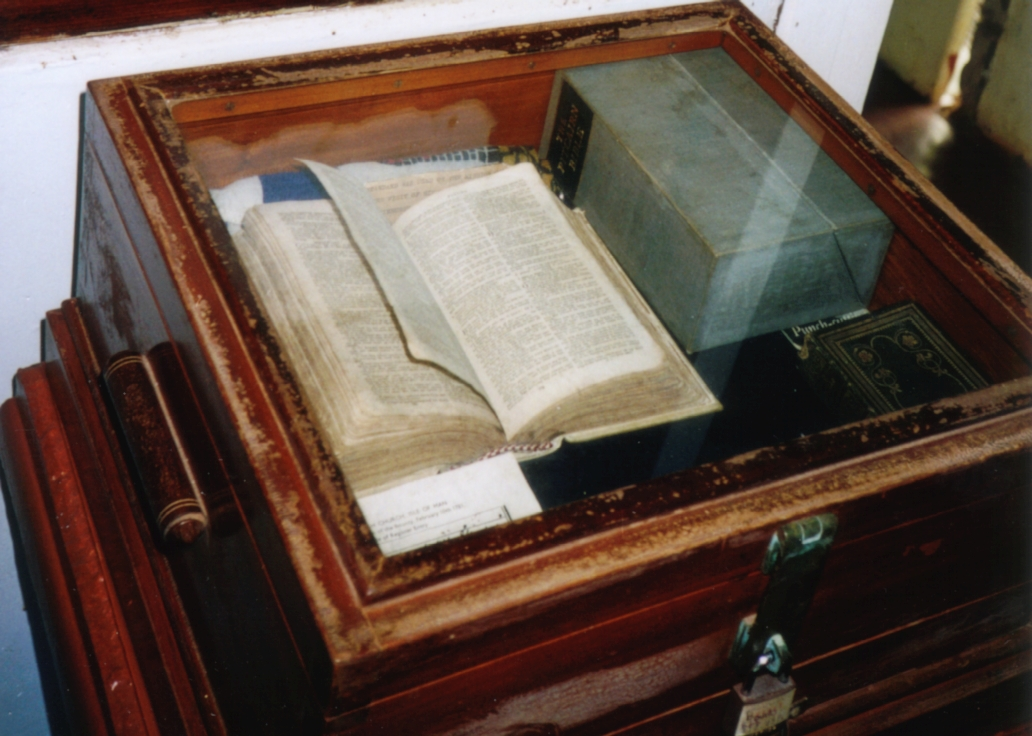
Biblia del HMS Bounty en la iglesia